# 鶯谷トンネル
鶯谷トンネル（鶯谷隧道、うぐいすだにトンネル）は、岐阜県岐阜市にある岐阜県道152号岐阜各務原線のトンネル。
金華山南西部の瑞龍寺山（通称：水道山）を貫通するトンネルであり、トンネル名は地名の「鶯谷」に由来する。鶯谷トンネル（鶯谷隧道）と新鶯谷トンネル（新鶯谷隧道）があり、ここでは両方とも記述する。

## 概要
鶯谷トンネルは、岐阜県庁舎（現・岐阜総合庁舎）や岐阜市役所などの官公庁街と岐阜市東部を短絡するトンネルとして、1918年（大正7年）に一大トンネル開鑿事業として立案され、工費4万5千円（当時）が岐阜市会で予算計上されていたが、種々の事情により削除された。
戦時体制下、岐阜市は昭和16年度予算編成に着手したが、鶯谷トンネルの開鑿および日野橋ほか二橋梁の架設については調査測量は完成したものの、総工費124万8千円（当時）の財源は起債に求める関係から施工は時節柄至難とされていた。しかし鶯谷トンネル開鑿は資材を要せず、万が一有事の際には防空壕に利用され、殊に岐阜市は各務原航空都（航空機工場地帯）を控え、これら防空施設は時局下緊要とされたことから、トンネル開鑿工事だけは1941年度（昭和16年度）から2箇年継続する事に決定して実施設計に着手した。同トンネルは延長518m、幅員6m、有効高さ4.50m、縦断勾配百分の一（10‰）、掘削方法は新墺國式手掘で、開鑿工費は29万円（当時）、取付道路延長は東口224m、西口430mとされた。
太平洋戦争中の1945年（昭和20年）1月に岐阜県支援の下、防空疎開道路として岐阜市土木部が着工した。着工に際し「トンネルは幅6m・延長518m、取付け道路は上加納側幅9m・延長220m、西口幅11m・延長430m、工費は30万円の予定であったが物価高騰で膨大化した。しかし戦局の苛烈化に鑑み、市は万難を排し突進の予定であり、市民の協力が必要である」と報道され、工事に際しては市民の勤労奉仕を予定していた。工事中の鶯谷トンネルは岐阜空襲の際に防空壕の代わりとしても利用された。終戦に伴い当初の目的を失ったが、交通上重要であることから工事を続行し、資材難や難工事を克服して第二次世界大戦後の1947年（昭和22年）8月1日に開通、1953年（昭和28年）に完成した。延長646.0mは竣工当時、岐阜県下で最長の道路トンネルだった。
鶯谷トンネルの自動車交通量が増大し、自転車・歩行者の通行に危険を伴うようになり、排気ガスによる公害が発生するようになったため、岐阜県土木部で鶯谷トンネルのすぐ南側に並行する新トンネルの建設が計画された。当初の計画では1970年（昭和45年）10月着工予定だったが、振動、騒音、排気ガスの増加に伴う環境悪化や歩行者に対する安全対策を講じずに工事に着手しようとしたため、地元住民から工事着工延期を求める請願書が出されるなど問題が生じて着工が大幅に遅れた。岐阜県と地元住民との話し合いで、歩道を取り付ける、歩道にはガードレールなどの交通安全施設を備える、工事の際の発破は震度1以内に抑えて工事する、などの合意を交わし、1972年（昭和47年）1月18日に工事を着工した。地元住民の要望により、トンネル西口側の車道には北側に300m（幅1.5m）、南側に160m（幅約0.5m）、トンネル東口側の車道には北側に110m（幅1.5m）の歩道を設け、ガードレールか柵を取り付ける事となった。
1971年（昭和46年）、1972年（昭和47年）の2箇年計画で特定交通安全事業と県単独事業の合併施行で実施された。総事業費は2億9731万8千円（うち国8000万円）。工事に伴って1972年（昭和47年）1月18日から10月20日まで現トンネルを全面通行止めにして新・旧トンネルの工事を進め、それ以後は部分規制する予定で、1972年度（昭和47年度）末の完成予定だったが、予定よりも早く1972年（昭和47年）12月21日に開通した。
新鶯谷トンネルの開通に伴い、鶯谷トンネルは下り（東進）専用、新鶯谷トンネルは上り（西進）専用の一方通行となった。また、鶯谷トンネルの車道の一部を改築して幅1.5mの歩道を設置した。トンネル名は坑口上部にそれぞれ「鶯谷隧道」と「新鶯谷隧道」の扁額が架かっている。なお、鶯谷トンネルと新鶯谷トンネルは建築限界高が低いため、鶯谷トンネルは高さ制限3.5m、新鶯谷トンネルは高さ制限3.3mに規制されており、各トンネルの手前に大型貨物自動車及び大型乗用自動車等通行止めの規制標識（路線バス・マイクロを除く）、高さ制限の規制標識、電光掲示板による高さ制限標識が設置されている。更に新鶯谷トンネルには東側坑口に高さ制限バーが設置されている。
鶯谷トンネルの老朽化は深刻化しており、漏水やコンクリートの剥離が起き、鉄筋がむき出しになっている箇所もある。2008年（平成20年）1月には落下したコンクリート片が走行中の車に当たるという事故も発生している。このため、同年に緊急点検が行われ、翌2009年（平成21年）に既設覆工の健全性調査が行われた。調査の結果、覆工背面に最大高さ4.4mの大規模空洞が確認されたため、2010年（平成22年）に空洞詳細調査が行われて空洞充填対策工を策定、2011年（平成23年）2月に発泡ウレタンを充填する対策工事が行われている。
なお、本トンネルの直上を、金華山ドライブウェイの展望台駐車場に至る道が通っている。

## 諸元

### 鶯谷トンネル
- 全長：646.0m
- 幅員：5.0m（車道幅員：3.5m、歩道幅員：1.5m）
- 建築限界高：3.8m（高さ制限3.5m）
- 施工方法：矢板工法
- 開通：1947年（昭和22年）8月1日[2]
- 竣功：1953年（昭和28年）7月[1]
- 起点：岐阜県岐阜市鶯谷地内
- 終点：岐阜県岐阜市上加納山地内

### 新鶯谷トンネル
- 全長：688.0m
- 幅員：3.5m（トンネル内に設置された非常駐車帯を含めると5.2m）
- 高さ：3.5m（高さ制限3.3m）
- 起工：1972年（昭和47年）1月10日[12]
- 着工：1972年（昭和47年）1月18日[4]
- 竣工：1972年（昭和47年）12月20日[12]
- 開通：1972年（昭和47年）12月21日[4][12]
- 完成：1973年（昭和48年）1月[3][注 5]
- 起点：岐阜県岐阜市鶯谷地内
- 終点：岐阜県岐阜市上加納山地内
- 施行箇所：岐阜県岐阜市鶯谷地内 - 同庵町地内[12]
- 総事業費：2億9731万8千円（うち国8000万円）[12]（当初予定：2億3900万円[4]）